# TSV Gerbrunn
Der TSV Gerbrunn ist ein Sportverein aus der unterfränkischen Gemeinde Gerbrunn. Mit etwa 1350 Mitgliedern zählt er zu den großen Sportvereinen im Landkreis Würzburg. Neben der ehemals erfolgreichen Fußballabteilung werden in dem Verein die Sportarten Badminton, Leichtathletik, Triathlon, Tischtennis, Turnen, Wandern und Volleyball angeboten. Angeschlossen ist die Narrengilde Gerbrunn, zudem gibt es eine musische Abteilung.

## Geschichte
Der Verein wurde ursprünglich als Turnverein gegründet. Die in den 1920er Jahren dazugekommene Fußballabteilung blieb sportlich jahrzehntelang nur auf Würzburger Kreisebene aktiv. 2002 wurde der ehemalige Bundesligaspieler Martin Schneider als Spielertrainer verpflichtet, als sein Assistent kam der ehemalige Nürnberger Profispieler Jörg Dittwar. Der sportliche Erfolg in der Bayernliga blieb aus und der Verein belegte in der Abschlusstabelle den letzten Platz. Erfolgreicher schnitt der TSV Gerbrunn im Bayerischen Toto-Pokal ab: mit dem Einzug ins Finale qualifizierte er sich für die 1. Runde um den DFB-Pokal.
Der Bayernliga-Kader verließ den Verein und als Spieler standen nur die der II. Mannschaft in der Kreisklasse zur Verfügung. Der neue Vereinsvorsitzende Günther Brückner entschied, die nicht konkurrenzfähige Mannschaft aus der Landesliga zurückzuziehen und in der Kreisklasse einen Neuaufbau einzuleiten.
Am 18. Juli 2003 bestritt dieses Kreisklassenteam gegen den TSV Aindling das Finale um den Bayerischen Toto-Pokal und unterlag mit 0:14. Sechs Wochen später trat der nunmalige Neuntligist als klassentiefster Verein in der Geschichte des DFB-Pokals in der 1. Runde gegen den Zweitligisten SV Wacker Burghausen an und unterlag ebenfalls mit 0:14, die damals zweithöchste Niederlage in der Geschichte des Pokals.

## Erfolge
- 2002: Meister der Landesliga Nord; Aufstieg in die Bayernliga
- 2003: Finalist im Bayerischen Toto-Pokal; Qualifikation für den DFB-Pokal